# Abel Salazar
Abel Salazar García (* 24. September 1917 in Mexiko-Stadt; † 21. Oktober 1995 in Cuernavaca) war ein mexikanischer Schauspieler, Filmregisseur und Filmproduzent.

## Leben
Salazar begann seine darstellerische Karriere nach verschiedenen Anstellungen als Archivar und Bademöbelverkäufer als Zweiter Mann von Komikern in Mexiko-Stadt. Beim Film konnte er 1941 in La casa del rencor von Chano Urueta debütieren. Gleich sein nächster Film mit demselben Regisseur, eine Version von Der Graf von Monte Christo, wird ein großer Erfolg. Schwierigkeiten in der privaten Beziehung zu seiner Verlobten, Schauspielkollegin Gloria Marín, die ihn vorübergehend verlässt, führten jedoch zu einer Krise, die er 1944 endgültig überwinden konnte, als mit Capullito de Alhelí sich Erfolg einstellt; weitere erfolgreiche Arbeiten wie Las cinco advertencias de Satanás (1945, von Fernando Soler), Los tres García (1946, von Ismael Rodríguez), Mi esposa busca novio (1947, von Carlos Orellana), La Panchita (1948, von Emilio Gómez Muriel), Yo quiero ser hombre (1950, von René Cardona), Una viuda sin sostén (1950, von Miguel M. Delgado) und Canasta uruguaya (1952, erneut von René Cardona) folgten. Dann ging Salazar nach Spanien, wo er in einer erklecklichen Anzahl von Abenteuerfilmen (wie El coyote aus dem Jahr 1954, von Joaquín Luis Romero Marchent) und vor allem Horrorfilmen, die er teilweise auch produzierte (so El vampiro und El ataúd del vampiro (beide 1957) von Fernando Méndez inszeniert), mitwirkte.
1960 heiratete er die Schauspielerin Rosita Arenas nach langwierigen juristischen Auseinandersetzungen um seine erste Ehe mit Gloria Marín. Salazar blieb, seit Mitte der 1960er Jahre wieder in seinem Heimatland, bis in die 1980er Jahre aktiv; seine letzte Rolle spielte er im Kino für Arturo Ripstein, woraufhin er nur noch zweimal in Fernsehserien zu sehen war.
Zwischen 1968 und 1988 war Salazar auch für vierzehn Filme als Regisseur verantwortlich.

## Filmografie (Auswahl)
- 1942: La Virgen morena
- 1954: Der Coyote (El coyote)
- 1954: Die Rache des Coyoten (La justicia del Coyote)
- 1957: Vampiro (El vampiro)
- 1957: Der Sarg des Vampiro (El ataud del vampiro)
- 1963: La maldición de la Llorona

### Regie
- 1974: The Bullfighters – Das Todeslied der stählernen Ketten (Peor que los buitres)